# Quercus margarettiae
Quercus margarettiae là một loài thực vật có hoa trong họ Cử. Loài này được (Ashe) Small miêu tả khoa học đầu tiên năm 1903.